# Dream Skipper
Albums de Nana Mizuki
Magic Attraction
(2002) Alive & Kicking
(2004)
Singles
DREAM SKiPPER est le 3e album studio de la chanteuse et seiyū japonaise Nana Mizuki sorti le 27 novembre 2003 sous le label King Records. Il arrive 25e à l'Oricon et reste classé 4 semaines pour un total de 19 518 exemplaires vendus; ce qui donne des ventes légèrement plus basses que son album précédent Magic Attraction.

## Liste des titres
| 1.  | Takaramono (宝物 (lit. Un trésor)                          | NAOKO             | Tsutomu Ohira                                | 5:11 |
| 2.  | Be Ready! (BE READY! (lit. Être prêt!)                     | Toshiro Yabuki    | Toshiro Yabuki                               | 4:20 |
| 3.  | keep your hands in the air (lit. Garde tes mains en l'air) | Toshiro Yabuki    | Takahiro Iida                                | 4:41 |
| 4.  | Still in the Groove                                        | Toshiro Yabuki    | Toshiro Yabuki                               | 4:30 |
| 5.  | Sabaku no Umi (砂漠の海 (lit. La mer de sable)             | Toshiro Yabuki    | Tsutomu Ohira                                | 4:30 |
| 6.  | Dear to me                                                 | Toshiro Yabuki    | Toshiro Yabuki                               | 3:50 |
| 7.  | What Cheer? (lit. Quelle joie?)                            | Toshiro Yabuki    | Takahiro Iida                                | 4:58 |
| 8.  | Jet Park (JET PARK)                                        | Nana Mizuki       | Takahiro Iida/Takahiro Iida, Tsutomu Ohira   | 3:54 |
| 9.  | White Lie                                                  | NAOKO             | Akimitsu Honma                               | 4:26 |
| 10. | Nocturne -revision-                                        | Chiyomaru Shikura | Chiyomaru Shikura/Tsutomu Ohira              | 5:01 |
| 11. | Himawari (ひまわり (lit. Tournesol)                        | NAOKO             | Akimitsu Honma/Akimitsu Honma, Tsutomu Ohira | 4:19 |
| 12. | Koishiteru... (恋してる... (lit. Amoureuse...)             | Nana Mizuki       | Tsutomu Ohira                                | 4:08 |
| 13. | in a fix (lit. Dans le pétrin)                             | Toshiro Yabuki    | Toshiro Yabuki                               | 4:17 |
| 14. | New Sensation (lit. Nouvelle sensation)                    | Toshiro Yabuki    | Toshiro Yabuki                               | 4:34 |
| 15. | refrain -classico-                                         | Toshiro Yabuki    | Toshiro Yabuki/Toshiro Yabuki, Tsutomu Ohira | 4:55 |